# HTV1
HTV1 là Kênh Thông tin công cộng của Đài Truyền hình Thành phố Hồ Chí Minh, và là một trong những kênh có lượng khán giả đón xem nhiều nhất tại khu vực Nam Bộ và Đồng bằng sông Hồng, ngoài ra HTV1 còn phát sóng một số phim truyện và truyền hình trực tiếp một số sự kiện thể thao trong trường hợp có nhiều sự kiện thể thao diễn ra cùng giờ cùng với HTV Thể Thao, HTV Key, HTV7, HTV9, đồng thời còn trực tiếp cầu truyền hình cùng với HTV9.

## Lịch sử
- Phát sóng thử nghiệm từ tháng 10 năm 2003, từ tháng 11 năm 2003, kênh bắt đầu phát sóng chính thức.
- Năm 2007: Hợp tác xã hội hóa với công ty Liên Đài và công ty Văn Thanh Long.
- Năm 2016: Kênh được trả về cho HTV.
- Từ ngày 1 tháng 7 năm 2025, HTV1 phát sóng với chất lượng hình ảnh 16:9. Như vậy, từ tháng 7 năm 2025, chương trình Xổ số kiến thiết Thành phố Hồ Chí Minh với chất lượng hình ảnh 16:9, phát sóng theo tiêu chuẩn HD.

## Thời lượng phát sóng
- 01/10/2003 - 31/10/2003: 15:00 - 24:00 hàng ngày.
- 01/11/2003 - 30/11/2020: 24/24h.
- 01/12/2020 - nay: 06h00 - 05h30 rạng sáng ngày hôm sau. Trừ trường hợp sự kiện đặc biệt, kênh tạm dừng phát sóng & tiếp sóng HTV9 trong 2 ngày Quốc tang, 4-5 ngày Tết Nguyên Đán.

## Các chương trình đang phát sóng
- 60 giây (không chung giờ với HTV7 và HTV9)
- An toàn giao thông thành phố
- Bạn cần biết
- Bông lúa vàng
- Chương trình tổng hợp
- Chuyện nghề
- Chuyện trưa 12G
- Giải thưởng cải lương Trần Hữu Trang
- Giọng ca vàng
- Kết nối Đông Nam Bộ
- Sách hay & bạn đọc
- Thể thao tổng hợp
- Thế giới 24G
- Thông tin công cộng
- Thông tin dân sự - rao vặt
- Thông tin y tế
- Toàn dân phòng cháy chữa cháy
- Xổ số Kiến thiết Thành phố